# Финляндизация
Финляндизация (фин. suomettuminen; швед. finlandisering; нем. Finnlandisierung) — подчинение политики страны политике большей соседней страны при номинальном сохранении суверенитета. Политический термин возник во второй половине XX века (1960-е годы) для характеристики советско-финских отношений в период после Второй мировой войны. Преимущественно распространён в западной историографии (США, Швеция, ФРГ), имеет негативное значение.

## Предыстория
Несмотря на подчинение Российской короне в 1809—1917 гг., Финляндия смогла быстро добиться фактической независимости благодаря своему особому автономному статусу в Российской империи.
Тем не менее, после становления СССР и быстрой его реорганизации в одну из ведущих держав, Финляндия оказалась перед реальной угрозой утраты суверенитета.
В результате Советско-финской войны 1939—1940 годов Финляндия потеряла значительную часть Выборгской губернии (фин. Viipurin lääni, в Российской империи неофициально именовавшейся «Старая Финляндия»). С её потерей Финляндия лишилась пятой части промышленности и 11 % сельскохозяйственных земель. 12 % населения, или около 400 тыс. человек, пришлось эвакуировать с уступленных СССР территорий. Полуостров Ханко был отдан в аренду СССР под военно-морскую базу.

## Ситуация в Финляндии после войны

### Послевоенная внешняя политика Финляндии

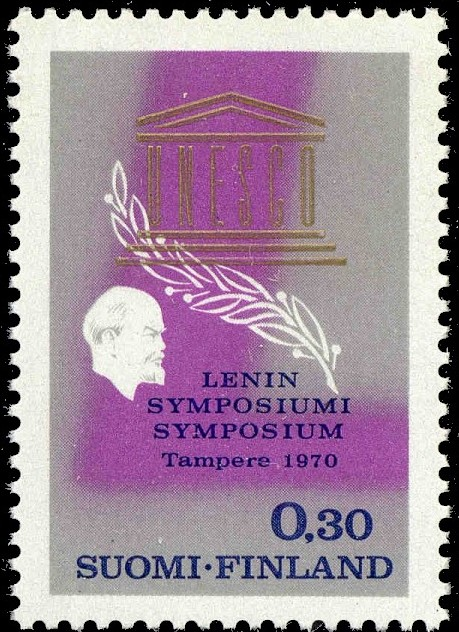
Финская марка выпущенная в апреле 1970 года в честь 100-летия Ленина и Ленинского симпозиума в Тампере.

После заключения 19 сентября 1944 года т. н. «московского перемирия» Финляндия обязывалась изгнать со своей территории немецкие войска, что привело впоследствии к Лапландской войне. По окончании Второй мировой войны, Финляндии удалось сохранить суверенитет, в отличие от Прибалтийских стран, она не была включена в состав СССР, и, в отличие от стран Восточной Европы, избежала советизации своей экономики.
Как утверждается в исследовании по итогам войны для Финляндии, подготовленном Библиотекой Конгресса США:

Несмотря на значительный ущерб, нанесённый войной, Финляндия смогла сохранить свою независимость; тем не менее, будь СССР жизненно в этом заинтересован, нет сомнения, что финская независимость была бы уничтожена. Финляндия вышла из войны с пониманием этого факта и намерением создать новые и конструктивные отношения с СССР.
— US Library of Congress Country Study:  «Finland, The Effects of the War»
Хотя СССР мог выдвинуть ряд оснований для лишения Финляндии суверенитета (правовые, исторические, территориальные, политические и экономические), этого не произошло. Относительная свобода Финляндии, с другой стороны, была необходима СССР для укрепления престижа страны и подчёркивания своей снисходительности к проигравшим странам. Однако, эта уступка Западу была быстро забыта, поскольку США опасались, что подобная снисходительность превратит все приграничные или близкие СССР государства (ФРГ, Япония, Норвегия, Корея) в безропотных марионеток, неготовых к оказанию реального сопротивления СССР на стороне США.
За свой суверенитет Финляндия заплатила и определённую цену — страна выплатила СССР компенсации за ущерб, причинённый гражданам СССР в финских концлагерях во время финской оккупации, окончательно отказалась от своих прав на Карелию, уступила район Петсамо (Печенга), продала небольшой участок земли в Лапландии, а также подписала в 1948 году «Договор о сотрудничестве и взаимной помощи» с Советским Союзом. Договор требовал от Финляндии нейтралитета и признания особых стратегических интересов СССР. Взамен Финляндия могла в границах этой зависимости сохранить капиталистический строй, рыночную экономику и известную свободу слова. В США и ФРГ эти уступки СССР, однако, были восприняты почти как предательство — так зародилась концепция «финляндизации». Этот термин вошёл в политический лексикон и даже бытовую речь. Однако финны смогли свою ограниченную свободу превратить в большой шанс впечатляющего экономического развития, благосостояния и национального самоуважения. Финляндия поставляла в СССР машины и корабли, получая взамен нефть и другое сырьё.
При голосованиях в Генеральной Ассамблее и Совете Безопасности ООН делегация Финляндии голосовала либо солидарно с делегацией СССР, либо воздерживалась от голосования.

### Влияние СССР на внутреннюю политику Финляндии
В послевоенной Финляндии были запрещены изданные в США фильмы, которые могли рассматриваться как антисоветские, из библиотек изымались книги, которые могли рассматриваться как антисоветские. Подобные действия на Западе расценивались как введение цензуры. Финляндия неизменно выдавала СССР бежавших через границу советских граждан.
По свидетельству бывшего министра иностранных дел Эркки Туомиойа, политики всех мастей стремились заиметь свой личный советский контакт в посольстве СССР для того, чтобы добиться карьерных преимуществ; «свой русский» на жаргоне назывался kotiryssä.

## Современность
Схема финляндизации вновь обсуждается после вторжения России на Украину в феврале 2022 года. Этот вариант предложил президент Франции Эммануэль Макрон незадлго до начала вторжения. Предполагается, что с избранием Дональда Трампа на пост президента США в 2024 году, правительству Украины следует ожидать давления в направлении компромисса для прекращения войны. Ценой мира может стать уступка территории и другие действия в духе финляндизации Украины.

## Примеры использования термина
- Генри Киссинджер (1970-е годы): "We do not want to see the Finlandization of Western Europe"

(Мы не хотим видеть финляндизацию Западной Европы)
- Збигнев Бжезинский (1970-е годы): "The West must avoid Finlandization of the Balkans."

(Запад должен избежать финляндизации Балкан)
- Ханс Маул: "Die sogenannte Finnlandisierung wurde in den 70er Jahren zum Schreckgespenst der westdeutschen Außenpolitik."

(Так называемая финляндизация стала в 1970-е пугалом для западногерманской внешней политики)
- Журнал The Economist (2014): "Better Finlandized than occupied,” say some realists.

(«Лучше быть финляндизированными, чем оккупированными», — говорят некоторые реалисты.)